# Stazione di Lesmo
La stazione di Lesmo è una fermata ferroviaria posta sulla linea Seregno–Bergamo, a servizio dell'omonimo comune.

## Storia
La stazione venne attivata nel 1888, insieme alla tratta tra Seregno e Carnate dell'allora costruenda nuova ferrovia tra Seregno e Ponte San Pietro.
Fino al 1915 nei pressi dell'impianto era possibile l'interscambio con la tranvia Monza-Barzanò-Oggiono.

## Movimento
La fermata era servita dai treni regionali in servizio sulla relazione Seregno–Carnate, cadenzati a frequenza oraria feriale.
Dal 9 dicembre 2018, con l'orario ferroviario invernale, il servizio ferroviario sul tronco Seregno-Carnate è stato sostituito con bus, il quale percorre la stessa tratta del treno con un aggravio dei tempi di viaggio; i bus effettuano fermate nei pressi della stazione.

## Interscambi
Nei pressi della stazione (a circa 800 metri) è possibile l'interscambio con l'autolinea D180 Monza-Arcore-Casatenovo-Barzanò-Oggiono operata da Arriva Italia, presso la fermata di Lesmo (Cimitero).